# Braziliaanse scherpsnuithaai
De Braziliaanse scherpsnuithaai (Rhizoprionodon lalandii) is een vis uit de familie van roofhaaien (Carcharhinidae), orde grondhaaien (Carcharhiniformes), die voorkomt in het westen en het zuidwesten van de Atlantische Oceaan.

## Beschrijving
De Braziliaanse scherpsnuithaai kan een maximale lengte bereiken van 77 centimeter.

## Leefwijze
De Braziliaanse scherpsnuithaai is een zoutwatervis die voorkomt in tropische kustwateren op een diepte van 3 tot 70 meter.
Het voedingspatroon van de vis bestaat hoofdzakelijk uit macrofauna en vis.
De Braziliaanse scherpsnuithaai is voor de visserij van aanzienlijk commercieel belang.